# Panicum trichonode
Panicum trichonode là một loài thực vật có hoa trong họ Hòa thảo. Loài này được Launert & Renvoize mô tả khoa học đầu tiên năm 1970.